# 15603 Kimyoonji
15603 Kimyoonji è un asteroide della fascia principale. Scoperto nel 2000, presenta un'orbita caratterizzata da un semiasse maggiore pari a 2,796389 UA e da un'eccentricità di 0,072124, inclinata di 6,491877° rispetto all'eclittica. Ha un diametro di 6,392 km. Ha un periodo di rotazione di 1,78 ore.